# Laguna Blanca (Chili)
Laguna Blanca is een gemeente in de Chileense provincie Magallanes in de regio Magallanes y la Antártica Chilena. Laguna Blanca telde 274 inwoners in 2017.